# Danestal
Danestal est une commune française, située dans le département du Calvados en région Normandie, peuplée de 379 habitants.

## Géographie

### Hydrographie
La commune est située dans le bassin Seine-Normandie. Elle est drainée par l'Ancre, le ruisseau de la Fontaine Gautier, un bras de l'Ancre, le fossé 03 du Bourg, le cours d'eau 04 du Bourg, le cours d'eau 08 du Moulin, le fossé 01 du Val au Loup, le fossé 01 des Longues Bruyères, le fossé 01 du Val Ferey, le ruisseau Douet Champion et le cours d'eau 01 des Bois des Charreux,,.
L'Ancre, d'une longueur de 17 km, prend sa source dans la commune d'Annebault et se jette  dans la Dives à Varaville, après avoir traversé neuf communes. 

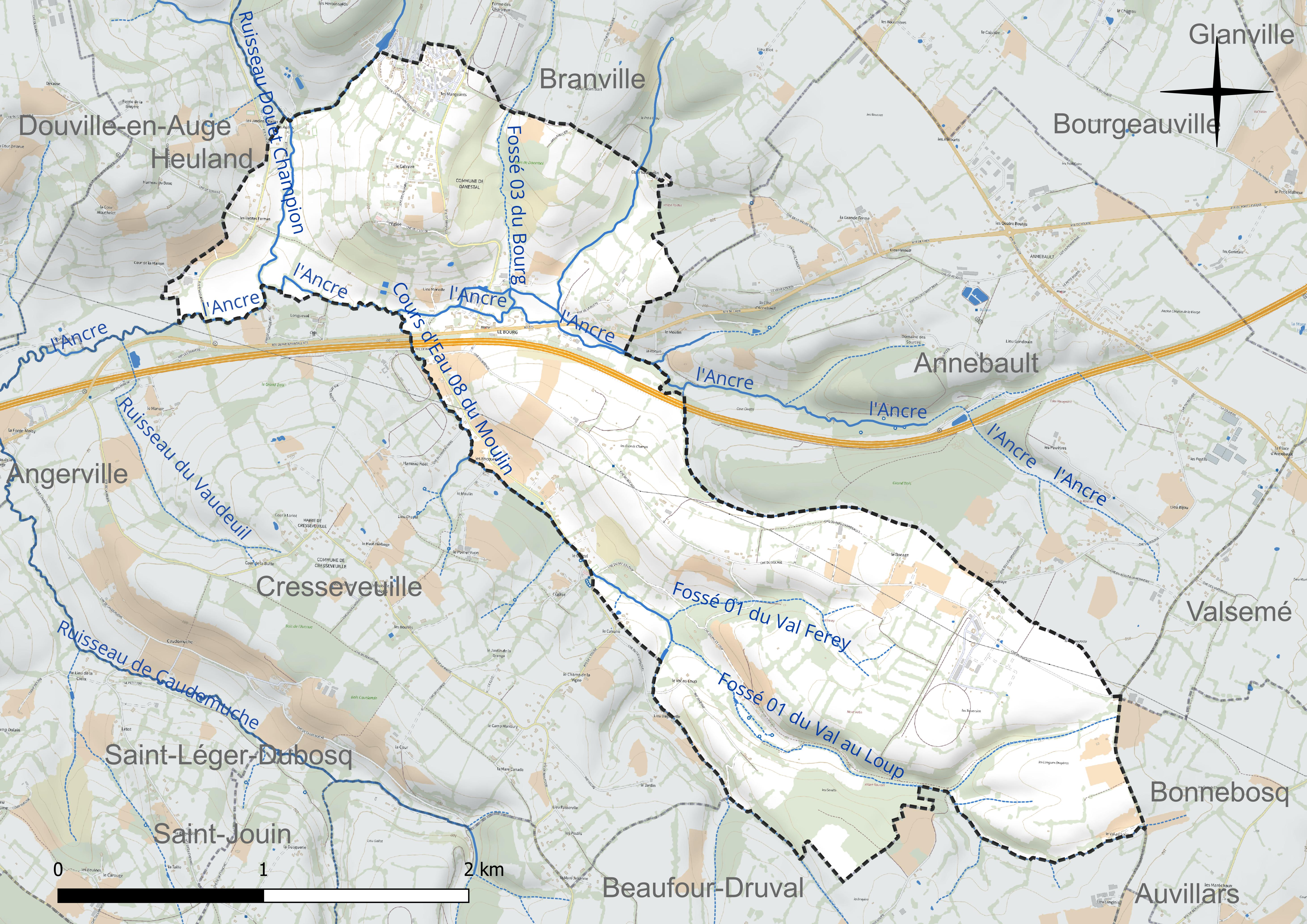
Réseau hydrographique de Danestal.

### Climat
Pour des articles plus généraux, voir Climat de la Normandie et Climat du Calvados.
En 2010, le climat de la commune est de type climat océanique franc, selon une étude du CNRS s'appuyant sur une série de données couvrant la période 1971-2000. En 2020, Météo-France publie une typologie des climats de la France métropolitaine dans laquelle la commune est exposée à un climat océanique et est dans une zone de transition entre les régions climatiques « Côtes de la Manche orientale » et « Normandie (Cotentin, Orne) ». Parallèlement le GIEC normand, un groupe régional d'experts sur le climat, différencie quant à lui, dans une étude de 2020, trois grands types de climats pour la région Normandie, nuancés à une échelle plus fine par les facteurs géographiques locaux. La commune est, selon ce zonage, exposée à un « climat contrasté des collines », correspondant au Pays d'Auge, Lieuvin et Roumois, moins directement soumis aux flux océaniques et connaissant toutefois des précipitations assez marquées en raison des reliefs collinaires qui favorisent leur formation.
Pour la période 1971-2000, la température annuelle moyenne est de 10,5 °C, avec  une amplitude thermique annuelle de 13,1 °C. Le cumul annuel moyen de précipitations est de 796 mm, avec 12,4 jours de précipitations en janvier et 8,1 jours en juillet. Pour la période 1991-2020, la température moyenne annuelle observée sur la station météorologique la plus proche, située sur la commune de Deauville à 13 km à vol d'oiseau, est de 0,0 °C et le cumul annuel moyen de précipitations est de 0,0 mm. Pour l'avenir, les paramètres climatiques de la commune estimés pour 2050 selon différents scénarios d'émission de gaz à effet de serre sont consultables sur un site dédié publié par Météo-France en novembre 2022.

## Urbanisme

### Typologie
Au 1er janvier 2024, Danestal est catégorisée commune rurale à habitat dispersé, selon la nouvelle grille communale de densité à 7 niveaux définie par l'Insee en 2022.
Elle est située hors unité urbaine et hors attraction des villes,.

### Occupation des sols
L'occupation des sols de la commune, telle qu'elle ressort de la base de données européenne d'occupation biophysique des sols Corine Land Cover (CLC), est marquée par l'importance des territoires agricoles (91,2 % en 2018), en diminution par rapport à 1990 (96,3 %). La répartition détaillée en 2018 est la suivante : 
prairies (60,5 %), zones agricoles hétérogènes (25,9 %), espaces verts artificialisés, non agricoles (5,1 %), terres arables (4,8 %), forêts (3,7 %). L'évolution de l'occupation des sols de la commune et de ses infrastructures peut être observée sur les différentes représentations cartographiques du territoire : la carte de Cassini (XVIIIe siècle), la carte d'état-major (1820-1866) et les cartes ou photos aériennes de l'IGN pour la période actuelle (1950 à aujourd'hui).

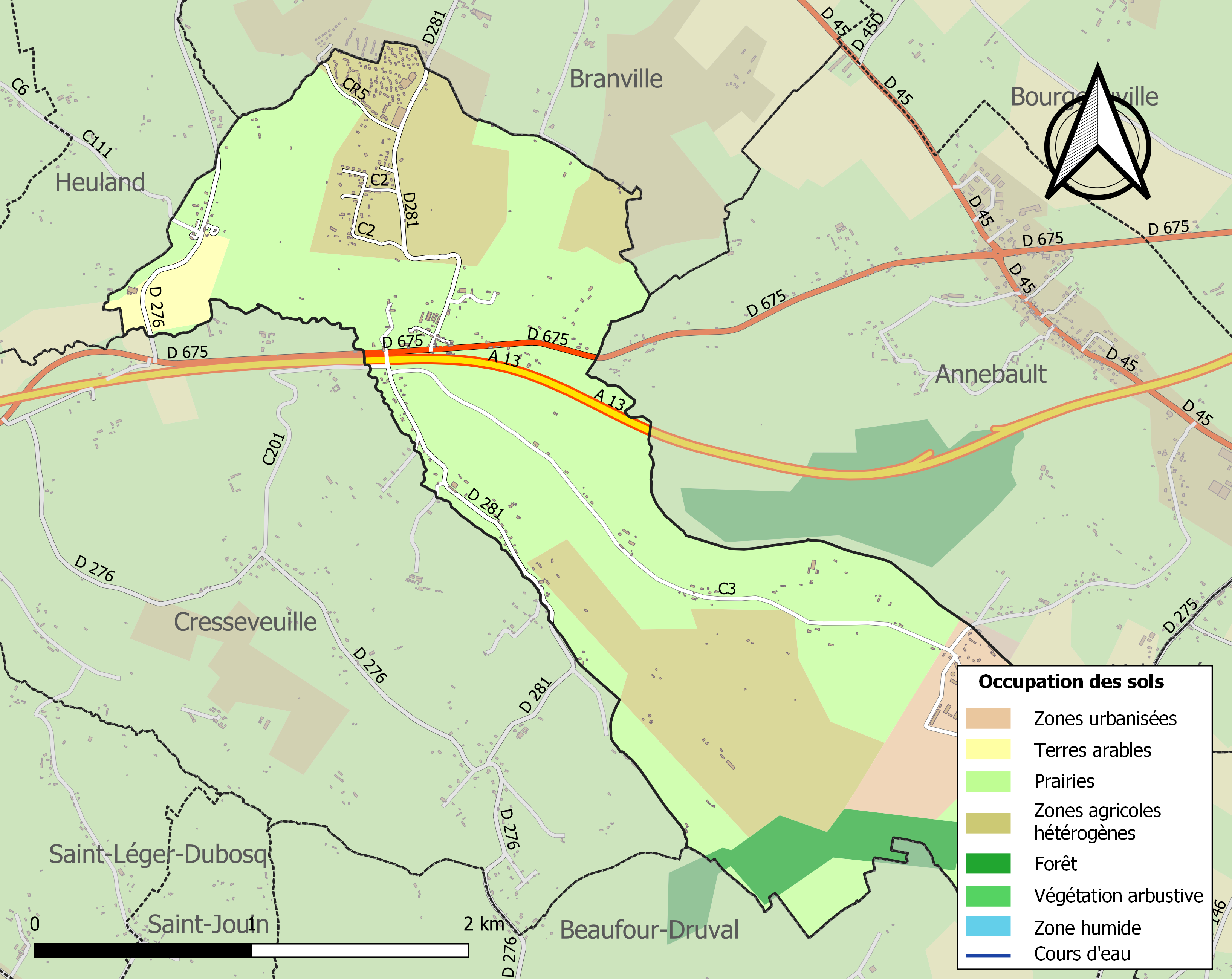
Carte des infrastructures et de l'occupation des sols de la commune en 2018 (CLC).

## Toponymie
Le nom de la localité est attesté sous les formes latinisées Darnestallum en 1198 (magni rotuli, p. 18, 2), Denestallum au XIVe siècle, Danestallum au XVIe siècle (pouillé de Lisieux, p. 52), Darnetal en 1759 (pouillé de Lisieux, p. 53, note).
L'alternance des formes Denestall-, Danestall-, Darnetal ne doit pas surprendre, car il s'agit d'évolutions régulières à partir de la forme primitive Darnestall-. Le type toponymique *Darnestall se rencontre dans le Nord de la France et est issu du germanique occidental.
Voir Darnétal.

## Politique et administration
| Période                                  | Période       | Identité        | Étiquette | Qualité                    |
| ---------------------------------------- | ------------- | --------------- | --------- | -------------------------- |
| avant 1988                               | avril 1988    | Jean Rouy       |           |                            |
| mai 1988                                 | juin 1995     | Patrice Lange   | SE        | Antiquaire                 |
| juin 1995                                | mars 2008     | Daniel Richard  | SE        | Infirmier                  |
| mars 2008                                | mars 2014     | Christian Marié | SE        | Ingénieur agronome         |
| mars 2014                                | décembre 2017 | Franck Jud      | SE        | Gérant de chambres d'hôtes |
| décembre 2017                            | En cours      | Sophie Mathieu  | SE        | Peintre                    |
| Les données manquantes sont à compléter. |               |                 |           |                            |

Le nombre d'habitants, au dernier recensement, étant compris entre 100 et 499, le nombre de membres du conseil municipal est de 11.

## Démographie
L'évolution du nombre d'habitants est connue à travers les recensements de la population effectués dans la commune depuis 1793. Pour les communes de moins de 10 000 habitants, une enquête de recensement portant sur toute la population est réalisée tous les cinq ans, les populations de référence des années intermédiaires étant quant à elles estimées par interpolation ou extrapolation. Pour la commune, le premier recensement exhaustif entrant dans le cadre du nouveau dispositif a été réalisé en 2008.
En 2022, la commune comptait 379 habitants, en évolution de +0,26 % par rapport à 2016 (Calvados : +1,58 %, France hors Mayotte : +2,11 %).
| 1793 | 1800 | 1806 | 1821 | 1831 | 1836 | 1841 | 1846 | 1851 |
| ---- | ---- | ---- | ---- | ---- | ---- | ---- | ---- | ---- |
| 445  | 469  | 468  | 464  | 458  | 417  | 410  | 374  | 330  |

| 1856 | 1861 | 1866 | 1872 | 1876 | 1881 | 1886 | 1891 | 1896 |
| ---- | ---- | ---- | ---- | ---- | ---- | ---- | ---- | ---- |
| 324  | 299  | 323  | 248  | 259  | 289  | 272  | 250  | 247  |

| 1901 | 1906 | 1911 | 1921 | 1926 | 1931 | 1936 | 1946 | 1954 |
| ---- | ---- | ---- | ---- | ---- | ---- | ---- | ---- | ---- |
| 238  | 236  | 230  | 187  | 198  | 192  | 195  | 171  | 220  |

| 1962 | 1968 | 1975 | 1982 | 1990 | 1999 | 2006 | 2008 | 2013 |
| ---- | ---- | ---- | ---- | ---- | ---- | ---- | ---- | ---- |
| 200  | 174  | 155  | 151  | 199  | 236  | 265  | 273  | 357  |

| 2018 | 2022 | - | - | - | - | - | - | - |
| ---- | ---- | - | - | - | - | - | - | - |
| 393  | 379  | - | - | - | - | - | - | - |

## Lieux et monuments
- Église Saint-Germain (XIIe, XIIIe et XIVe siècles)

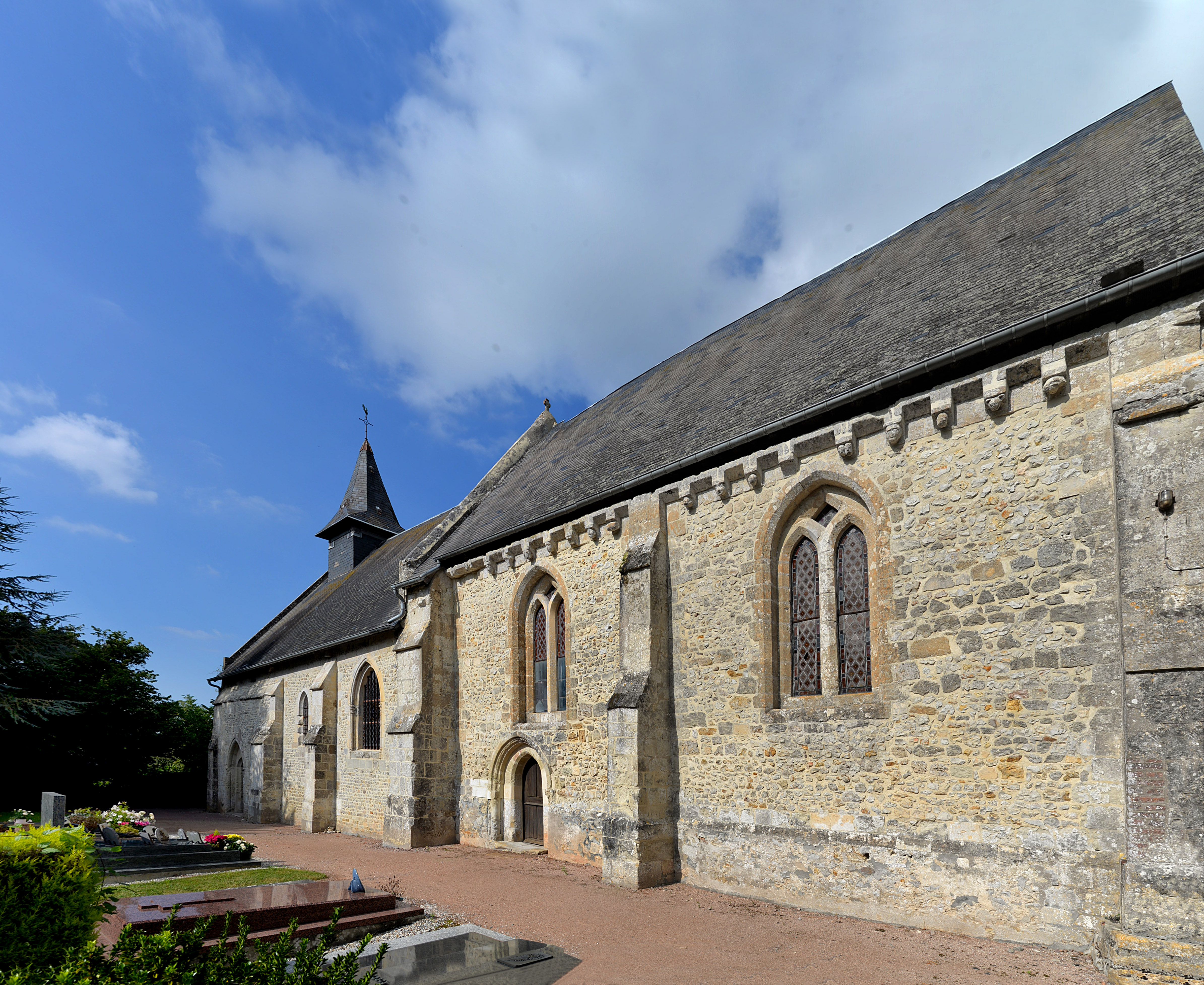
L'église Saint-Germain.
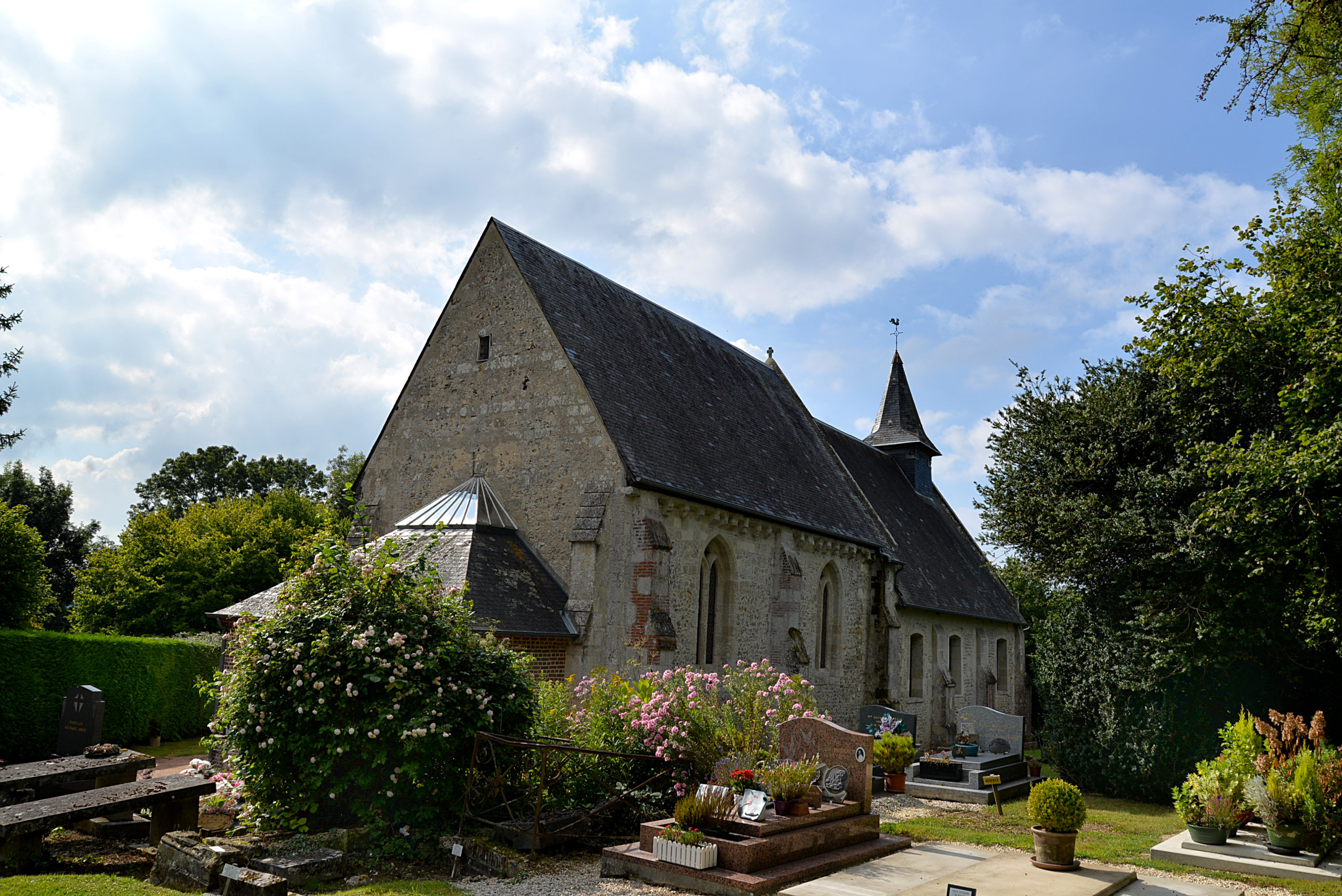
L'église Saint-Germain.
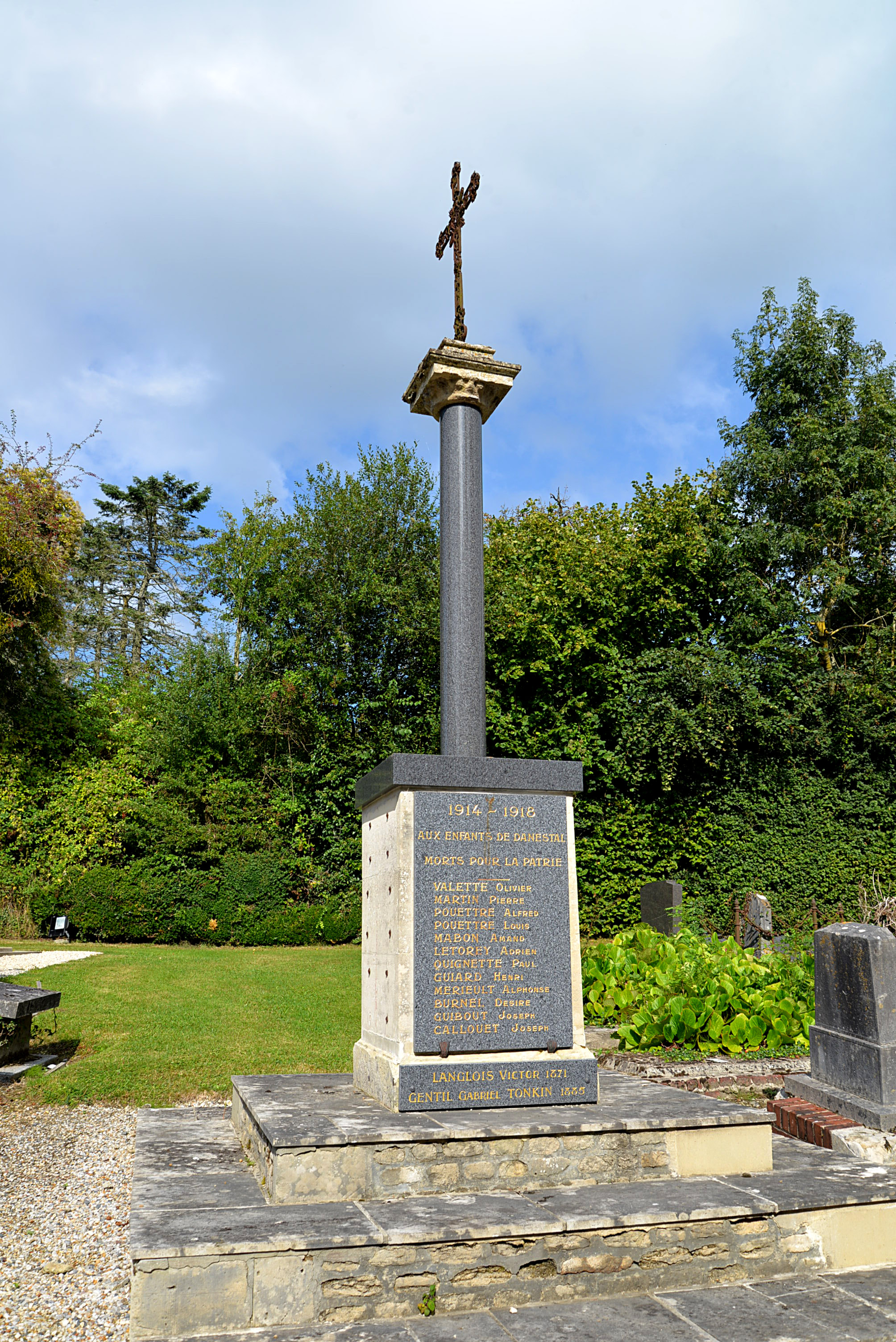
Le monument aux morts.